# Solliès-Ville
Solliès-Ville – miejscowość i gmina we Francji, w regionie Prowansja-Alpy-Lazurowe Wybrzeże, w departamencie Var.
Według danych na rok 1990 gminę zamieszkiwało 1895 osób, a gęstość zaludnienia wynosiła 134 osoby/km² (wśród 963 gmin regionu Prowansja-Alpy-W. Lazurowe Solliès-Ville plasuje się na 275. miejscu pod względem liczby ludności, natomiast pod względem powierzchni na miejscu 613.).
Od 1989 roku w miejscowości odbywa się Międzynarodowy Festiwal Komiksu, gdzie w ostatnich dniach sierpnia każdego roku spotykają się miłośnicy komiksów. Między innymi ich autorzy, jak Enki Bilal, Cosey, Jean Giraud czy Frank Margerin.